# 3360 Syrinx
3360 Syrinx è un asteroide Apollo del diametro medio di circa 1,8 km. Scoperto nel 1981, presenta un'orbita caratterizzata da un semiasse maggiore pari a 2,4677113 au e da un'eccentricità di 0,7463109, inclinata di 21,12561° rispetto all'eclittica.
Dal 28 luglio 1999, quando 3337 Miloš ricevette la denominazione ufficiale, al 9 novembre 2006 è stato l'asteroide non denominato con il più basso numero ordinale. Dopo la sua denominazione, il primato è passato a (3708) 1974 FV1.
L'asteroide è dedicato a Siringa, ninfa della mitologia greca.